# IC 1923
IC 1923 — галактика типу S+S () у сузір'ї Годинник.
Цей об'єкт міститься в оригінальній редакції індексного каталогу.